# یواس‌اس اسپنگلر (دی‌یی-۶۹۶)
یواس‌اس اسپنگلر (دی‌یی-۶۹۶) (به انگلیسی: USS Spangler (DE-696)) یک کشتی بود که طول آن ۳۰۶ فوت (۹۳ متر) بود. این کشتی در سال ۱۹۴۳ ساخته شد.